# Arrondissement d'Aue-Schwarzenberg
Pour les articles homonymes, voir Schwarzenberg.

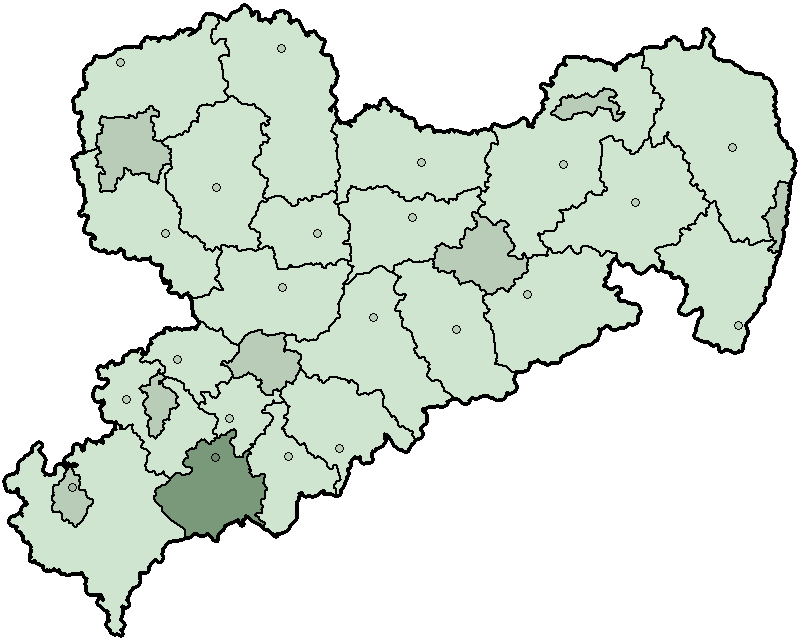
Localisation de l'ancien arrondissement en Saxe

L'arrondissement d'Aue-Schwarzenberg était un arrondissement  (Landkreis en allemand) de Saxe  (Allemagne), dans le district de Chemnitz de 1994 à 2008. Son chef lieu était Aue. Il fut regroupé avec d'autres arrondissements le 1er août 2008 selon la réforme des arrondissements de Saxe de 2008.

## Villes et communes
(nombre d'habitants en 2007)
| Villes 1. Aue (18.209) 2. Eibenstock (6.440) 3. Grünhain-Beierfeld (6.603) 4. Johanngeorgenstadt (5.199) 5. Lauter/Sa. (4.927) 6. Lößnitz (10.184) 7. Schneeberg (16.380) 8. Schwarzenberg/Erzgeb., Große Kreisstadt (19.474) | Communes 1. Bad Schlema (5.451) 2. Bernsbach (4.562) 3. Bockau (2.600) 4. Breitenbrunn/Erzgeb. (6.337) 5. Raschau-Markersbach (ca. 5800) 6. Schönheide (5.283) 7. Sosa (2.137) 8. Stützengrün (3.771) 9. Zschorlau (5.847) |

Verwaltungsgemeinschaften
- Verwaltungsgemeinschaft Eibenstock mit den Mitgliedsgemeinden Stadt Eibenstock und Sosa
- Verwaltungsgemeinschaft Zschorlau mit den Mitgliedsgemeinden Bockau und Zschorlau